# Gyöngyvessző
A gyöngyvessző (Spiraea) a kétszikűek (Magnoliopsida) osztályának a rózsavirágúak (Rosales) rendjéhez, ezen belül a rózsafélék (Rosaceae) családjához tartozó nemzetség.
A nemzetség rengeteg fajt tartalmaz, többségük dísznövényként elterjedt.
Hazánkban közülük 3 faj, a szirti gyöngyvessző (Spiraea media), a fűzlevelű gyöngyvessző (Spiraea salicifolia), és a csipkés gyöngyvessző (Spiraea crenata) védett természetes élőhelyén.
A nemzetség képviselői kertészeti szempontból az alábbi három nagy csoportba sorolhatók.
- A lombfakadás előtt, illetve ezzel egyidőben, közvetlenül a vesszők oldalrügyeiből virágzó fajok:

Az ebbe a csoportba tartozó alapfajok a hazánkénál csapadékosabb klíma növényei.
- Szilvalevelű gyöngyvessző (S. prunifolia)

A legszebb, de legigényesebb , Kelet-Ázsiában már régóta dísznövényként termesztett, tömvetelt virágú faj.
Érdekessége, hogy a faj neve alatt először a termesztett teltvirágú alakot írták le és csak később bukkantak rá Kínában peh tartományban[forrás?] a szimpla virágú, szerény díszű vad alakjára.
Felálló, laza ágrendszerű, 2–3 m magas cserje, amely párás klímát és savanyú talajt igényel.
Meszes talajon sínylődik, súlyosabb esetben el is pusztul.

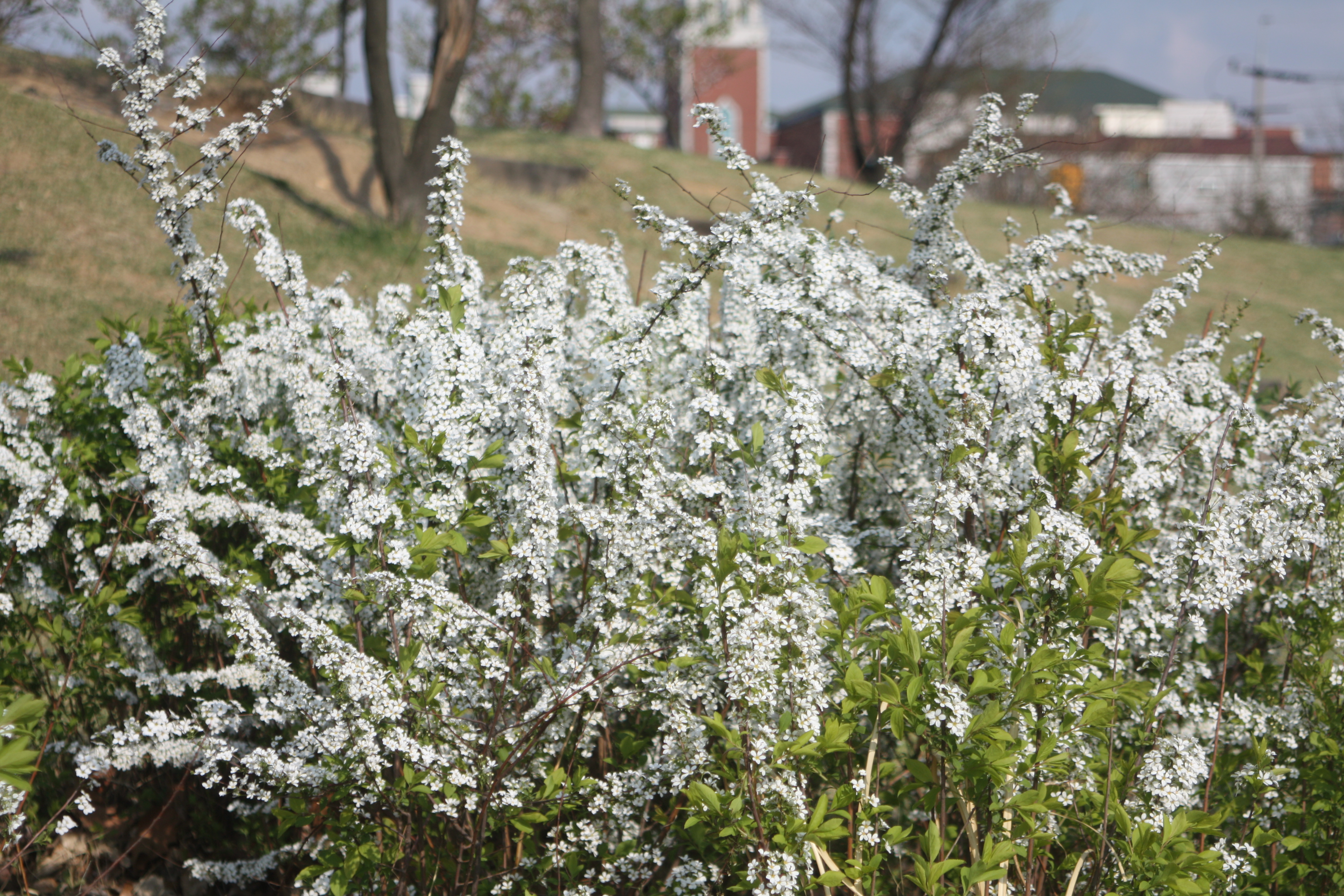
Szilvalevelű gyöngyvessző vad alak

- S. arguta (S. thunbergii x S. multiflora)

Hibrid származású faj. Vékony, felálló ágrendszerű, 1,5 m körüli cserje.
Levelei aprók (2–4 cm), élénkzöld színűek, keskeny lándzsásak vagy keskenyen visszás-tojásdadok, szélük fűrészes. Fehér virágait április-május elején igen dúsan hozza a vesszők teljes hosszán.
Jó kerti viszonyokat igényel, a savanyú talajt és rendszeres vízellátást kedveli.
A mészre kissé érzékeny.
- Hamvas gyöngyvessző (S. x cinerea) (S. cana x S. hypericifolia).

Szintén hibrid faj. Az előző fajjal gyakorlatilag azonos időben és hasonlóan gazdagon virágzó, de annál lényegesen edzettebb. Hazánkban a szélsőségek kivételével mindenhol kielégítően fejlődik.
Vékony vesszői felfelé, majd oldalra hajlanak, termete ettől inkább félgömb alakú. Levelei a Spiraea argua leveleivel azonos méretűek és formájúak, de ép szélűek, színükön és fonákukon egyaránt finoman selyemszőrösek, hamvasak.
Elterjedt fajtája a 'Grefsheim'.

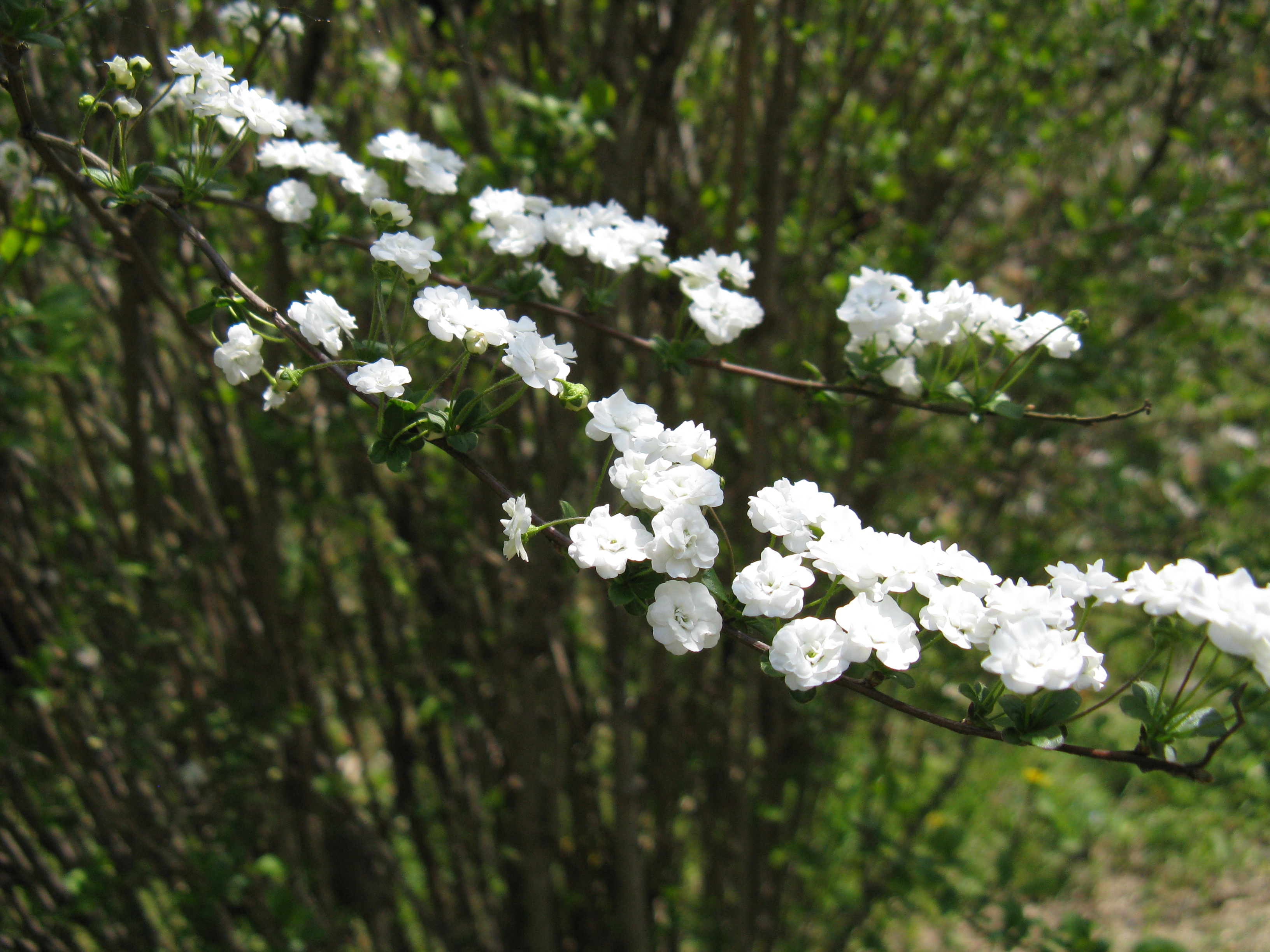
Telt virágú szilvalevelű gyöngyvessző
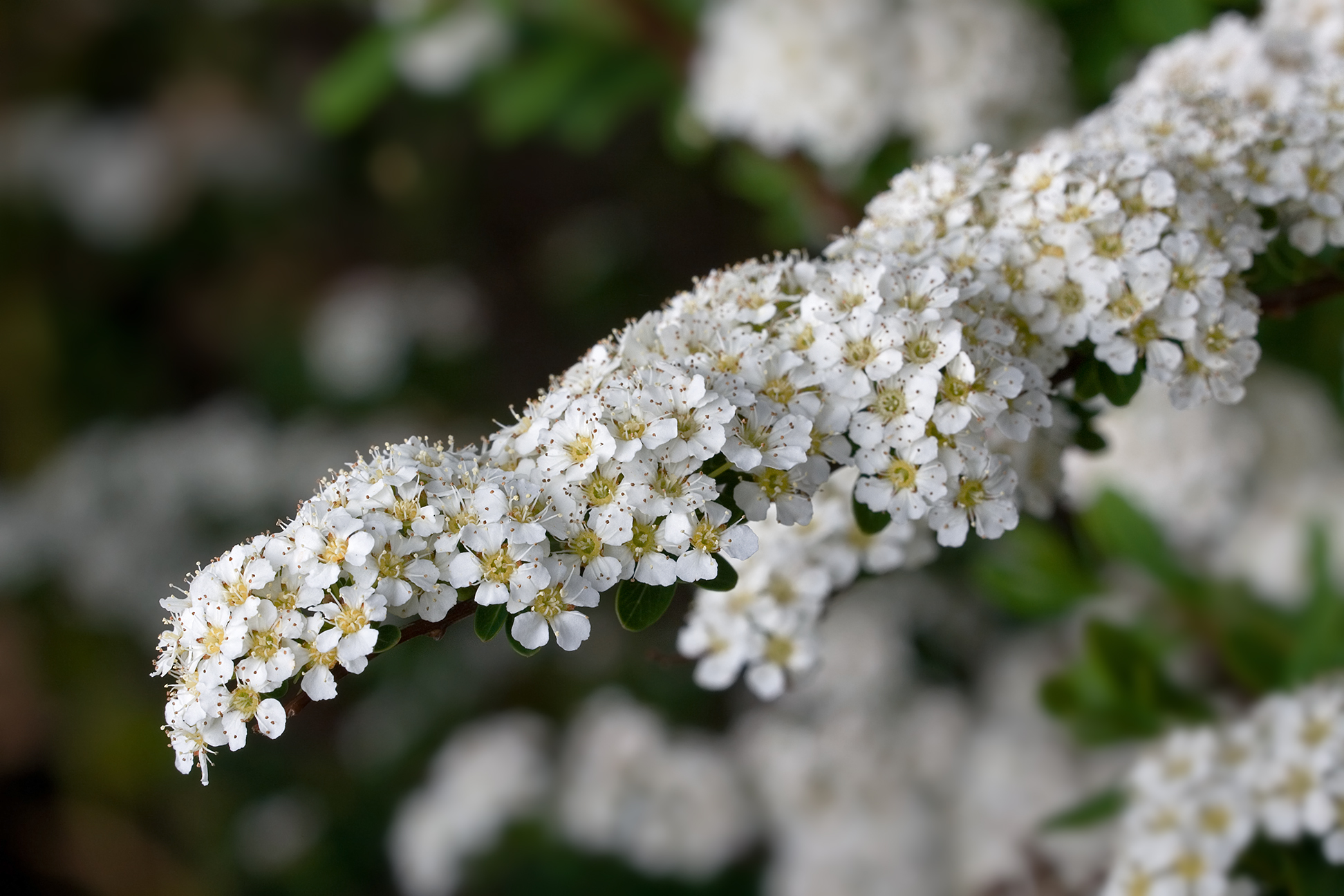
Spiraea arguta
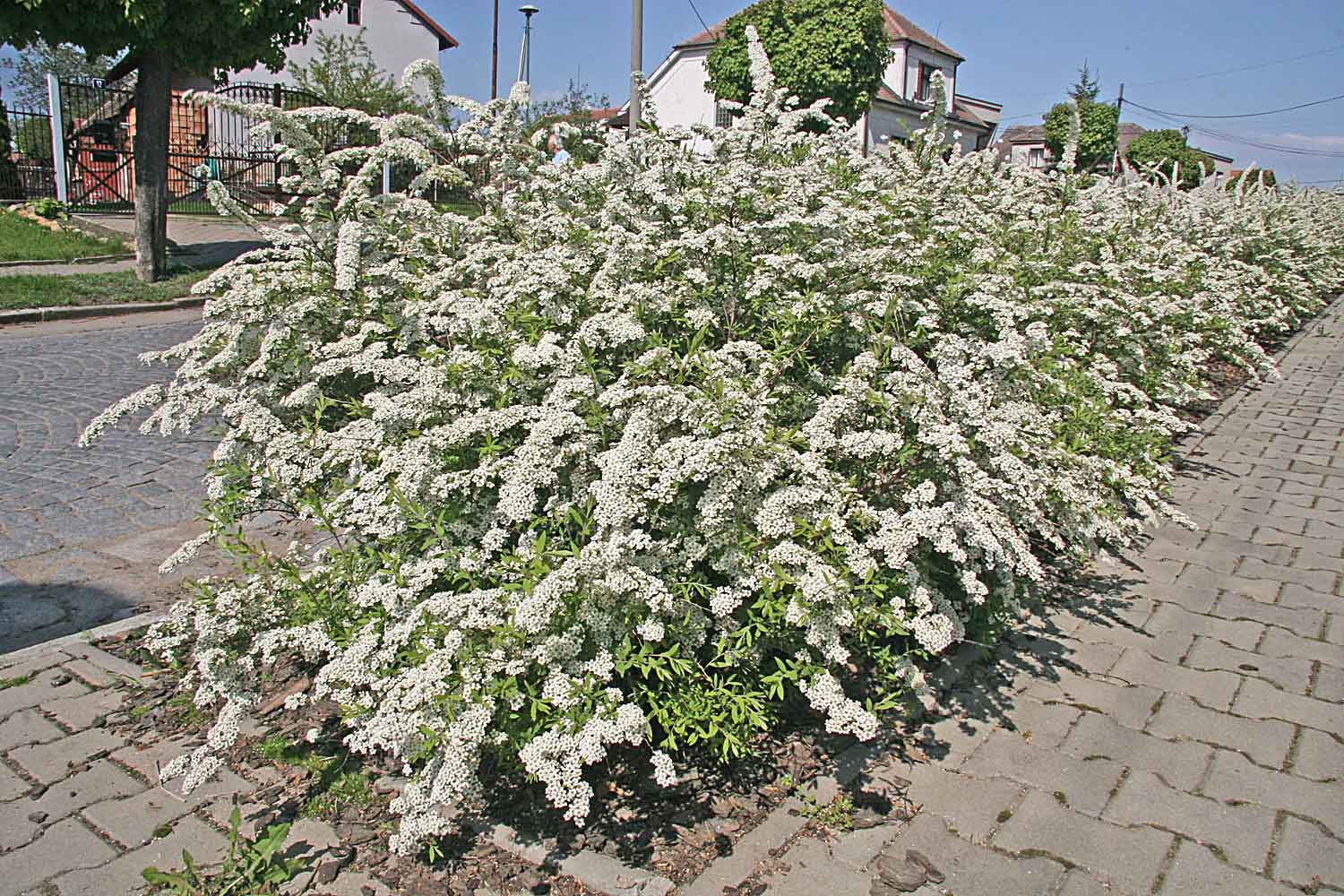
Hamvas gyöngyvessző
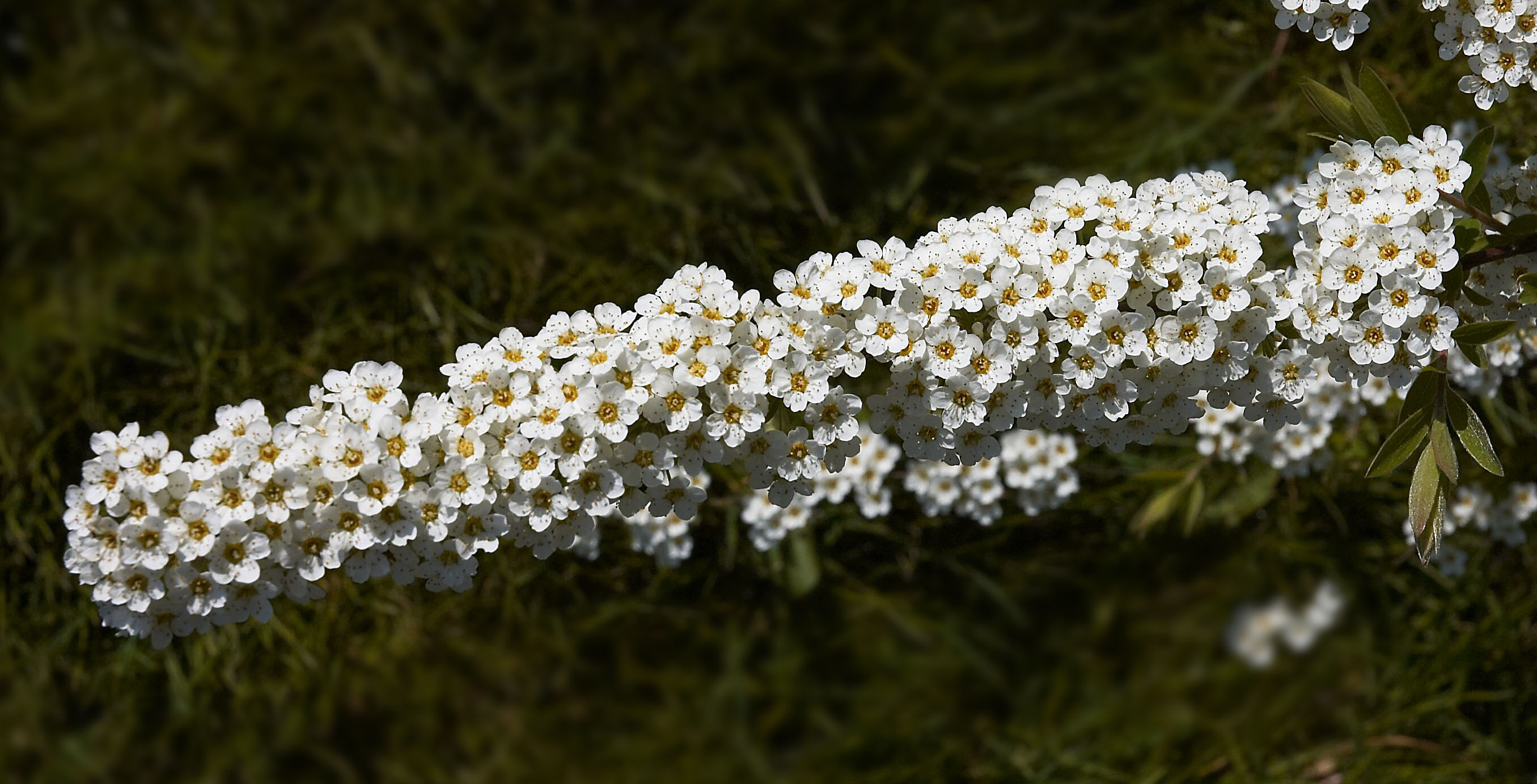
Hamvas gyöngyvessző közkedvelt 'Grefsheim' fajtája

- A lombfakadás után a vesszők oldalrügyeiből fejlődő rövid leveles hajtásokon nyíló fajok:

Ebbe a csoportba tartozó fajok az előző csoporthoz hasonlóan fehérek, tavasszal virágoznak, de valamivel később, kevéssel a lombfakadás után, május közepén-végén.
Többségük a hazánkhoz hasonló klímájú vidékekről származik, ahol a félszáraz erdők cserjeszintjében vagy szélein élnek vadon.
- Szirti gyöngyvessző (S. media)

Délkelet-Európában és Ázsiában honos, Magyarországon az alacsonyabb hegyvidék sziklás lejtőin, sziklagerincein alkot összefüggő cserjéseket.
1-1,5 m magas, tarackokkal terjedő tövű cserje. Hosszúkás tojásdad levelei fonákukon gyéren szőrösek, a Mecsekben és a Pilisben élő S. media var. oblongifolia esetében kopaszok.
Viszonylag későn, júniusban virágzik. Közepes szárazságtűrő és közepesen árnyéktűrő növény. Terjedő tövével rézsűk megkötésére is alkalmas.
A szirti gyöngyvessző természetes élőhelyén Magyarországon védett!
Előfordul többek között a Zempléni-hegység, Aggteleki-karszt, Bükk-vidék, Mátra, Börzsöny, Visegrádi-hegység, Balaton-felvidék, Mecsek több pontján is, sziklai törpecserjések, sziklaerdők, karsztbokorerdők, cseres-tölgyesek, sziklagyepek, ritkán löszcserjések élőhelyeken.

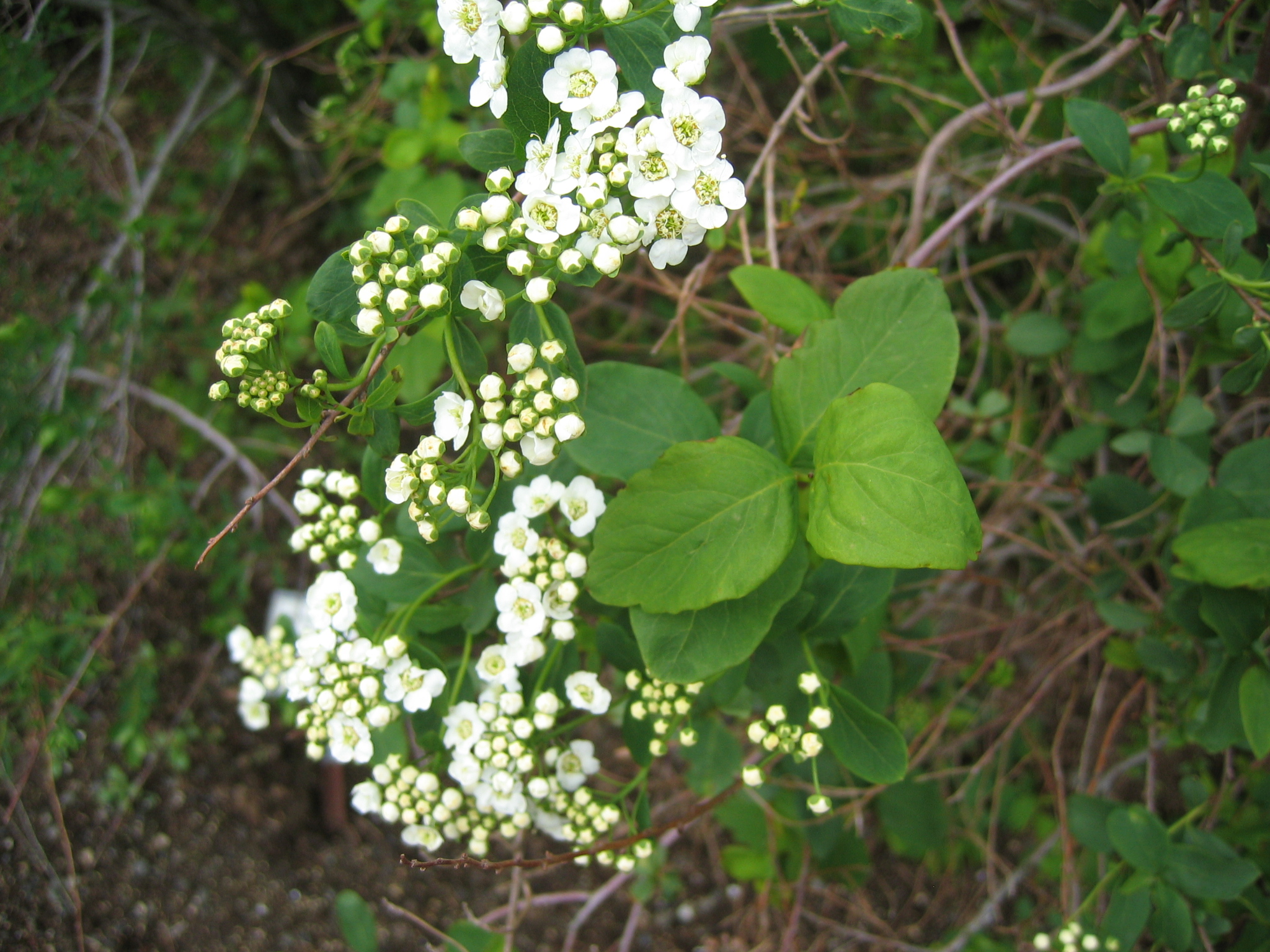
Szirti gyöngyvessző

- Kerti gyöngyvessző (S. x vanhouttei) (S. cantoniensis x S. trilobata) mereven felálló ágú, 1,5-2 m magas cserje, ami edzettsége és igénytelensége révén a legszélesebben körben elterjedt.

Alkalmas nyírott vagy nyíratlan sövénynek, térhatároló cserjefoltok kialakítására, de szoliterként is jól mutat.

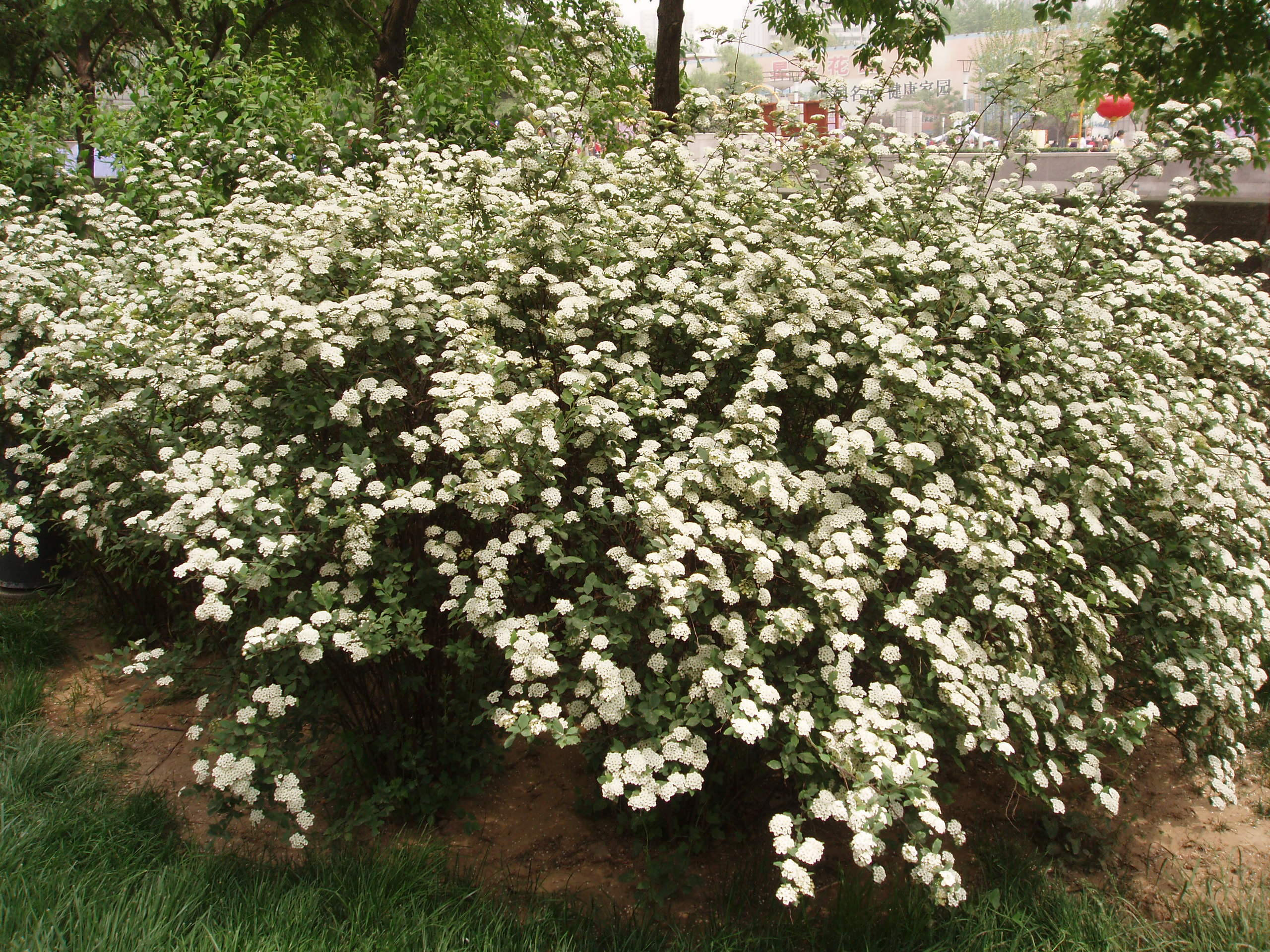
Kerti gyöngyvessző

- Nipponi gyöngyvessző (S. nipponica)

Gömbölyded, 1,5-2,5 m magas cserje, ami nemrég került kultúrába.
Edzettsége megközelíti az előző fajét, de annál jóval látványosabb és gazdagabban virágzik, ezért szoliternek és térhatároló cserjének alkalmasabb.
Divatos fajtája a típusnál valamivel alacsonyabb és gazdagabban virágzó 'Snowmound', de egyéb fajták elterjedésére is számíthatunk.
- S. chamaedryfolia

Ívesen elhajló ágú, tarackokkal erősen terjedő tövű, mintegy 1,5 m magas cserje. Az Ázsia északkeleti részén honos alapfajnál értékesebb a var. ulmifolia (szillevelű gyöngyvessző), mivel magasabbra nő és félgömb alakú virágzatai csaknem kétszer akkorák. Hozzájuk igen hasonló megjelenésű a hibrid származású S. x schinabeckii.
Mindhárom említett fajt, illetve változatot a nagyjából azonos (szerény) megjelenés, de elég jó szárazságtűrés és rendkívül erős, agresszív terjeszkedés jellemzi.
Kiválóak ezért meredek rézsűk megkötésére, vagy extenzív zöldfelületen nagy, összefüggő talajtakaró-foltok kialakítására.
- S. trilobata 'Fairy Queen'

Gömbölyded termetű, 1,5 m magas cserje, szélesen tojásdad és a felső harmadokban jellegzetesen háromkaréjos levelekkel.
Az alapfaj hazája Észak-Amerika, az említett fajtája az utóbbi években van terjedőben.
Igényei hasonlóak a S. media-hoz.
- Kantoni gyöngyvessző (S. cantoniensis)

Hazája Kelet-Ázsia. Széthajló ágú, 1,5 m magas, félgömb alakú cserje. Levelei 3–6 cm-esek, széles lándzsásak, mélyen fűrészesek. Virágai valamivel nagyobbak, mint az eddig felsorolt fajoké.
Telt virágú fajtája a 'Lanceata', ami az alapfajnál ugyan gyengébb növekedésű és kissé fagyérzékeny, de sokkal mutatósabb. Normal kerti viszonyokat, napos vagy félárnyékos fekvést kíván.

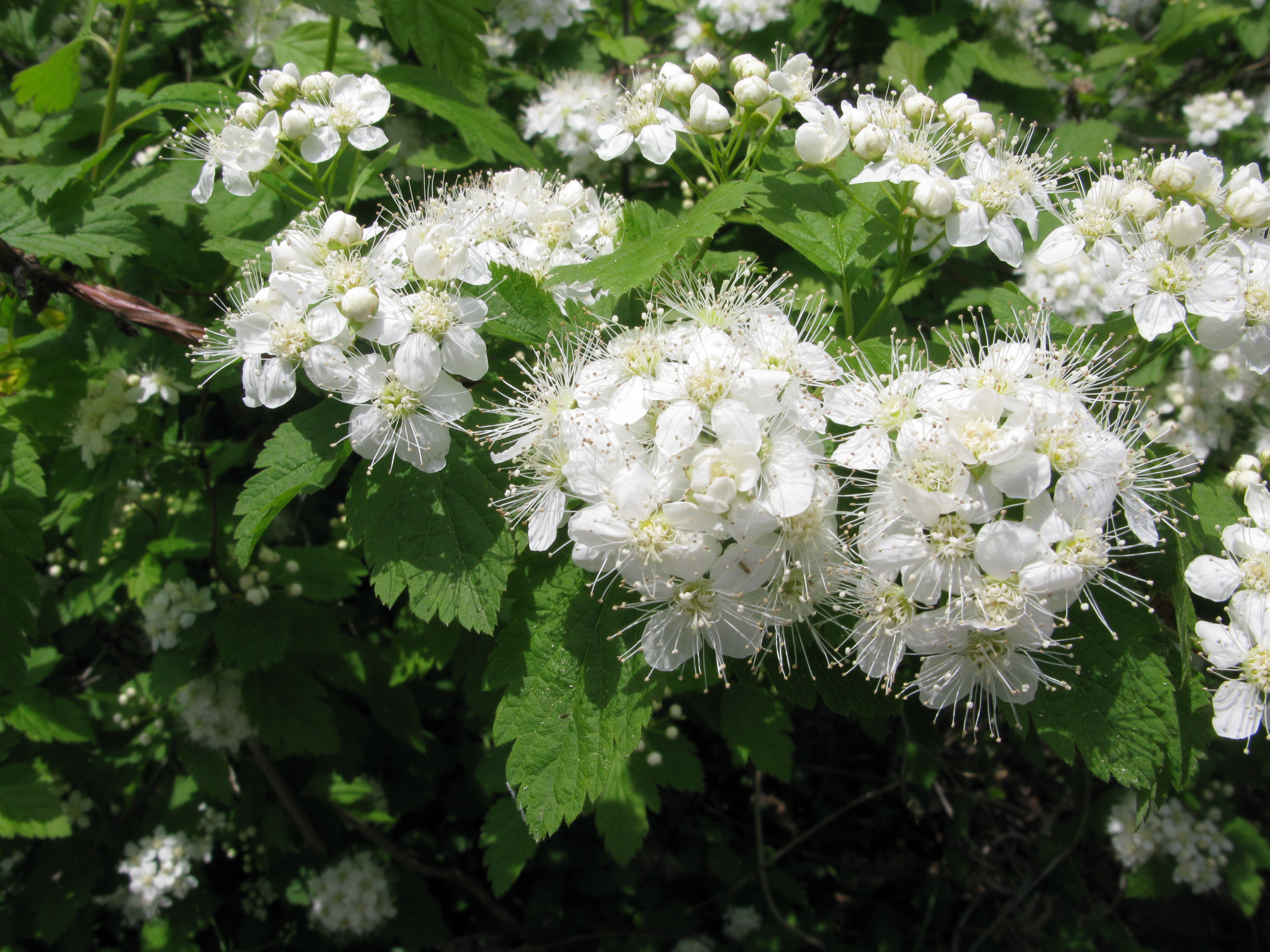
S. chamaedryfolia
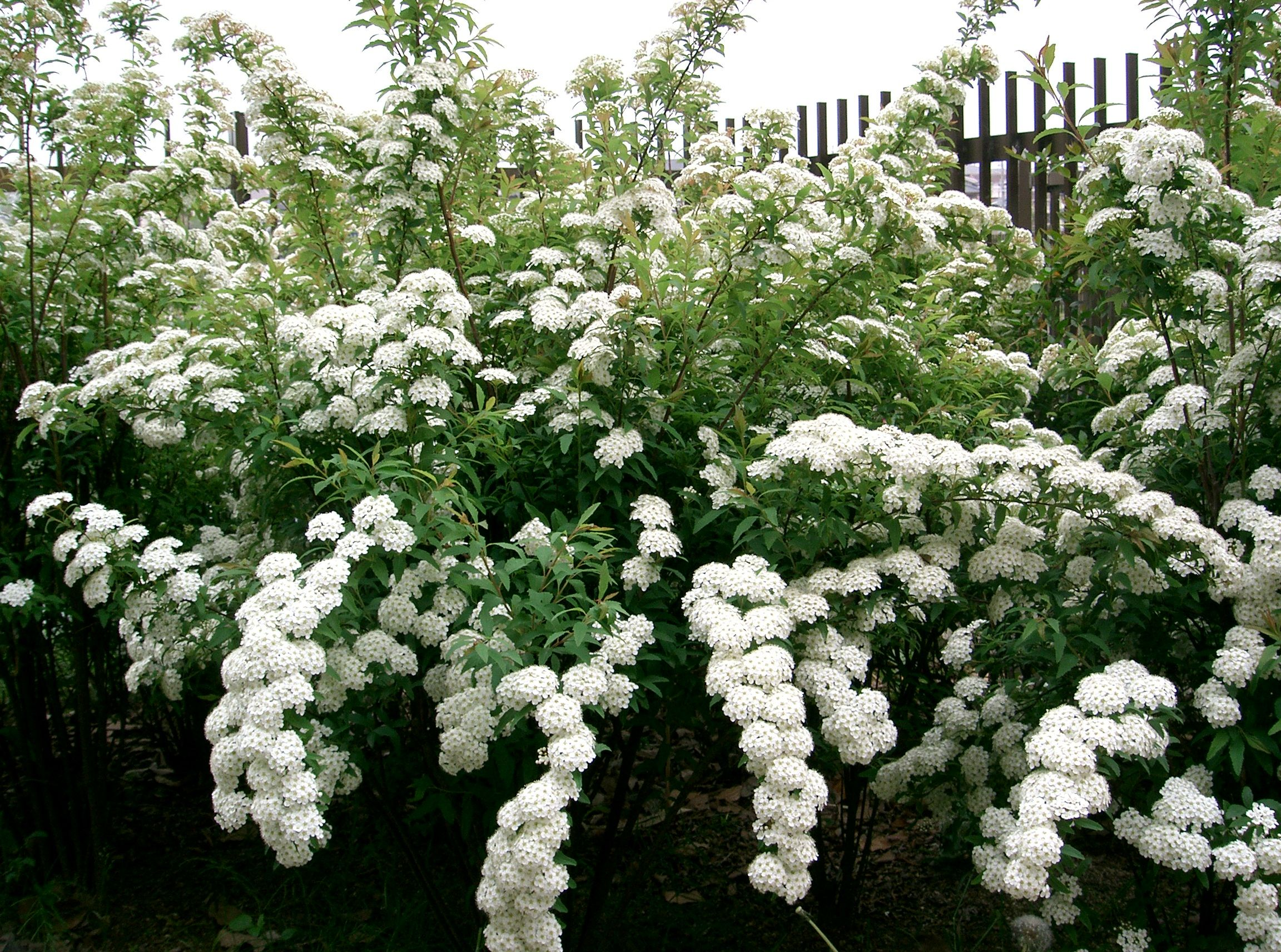
Kantoni gyöngyvessző
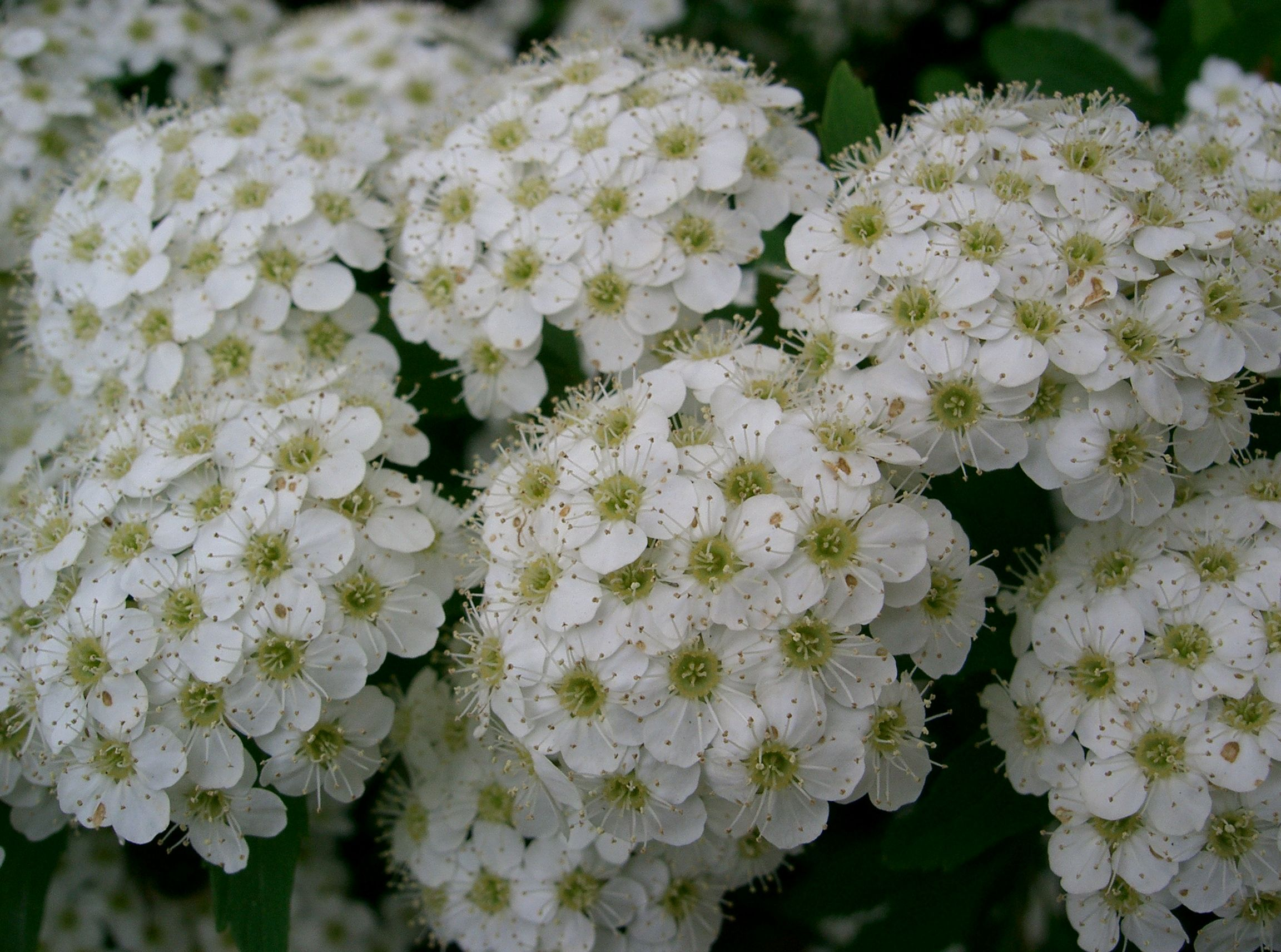
Kantoni gyöngyvessző virágai

- Nyáron, az idei hajtások végén nyíló fajták:

A csoport képviselőinek többségében már a rózsaszínű vagy csaknem piros virágok dominálnak és néhány fajnál vagy fajtánál csak fehérek.
Közös tulajdonságuk, hogy üde, némely esetben nyirkos talajokat kedvelnek, az erősen meszes talajokra érzékenyek.

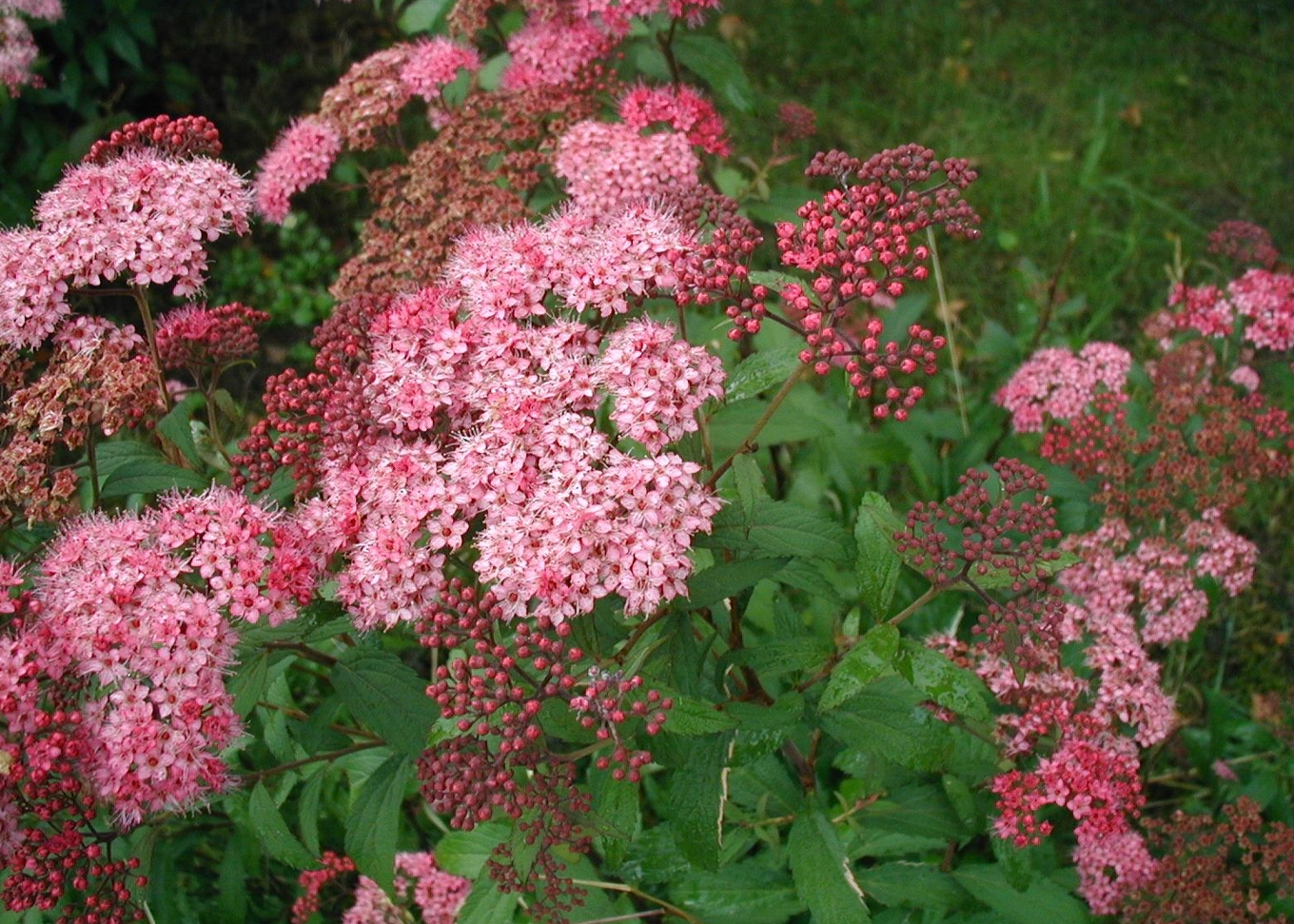
Pompás gyöngyvessző

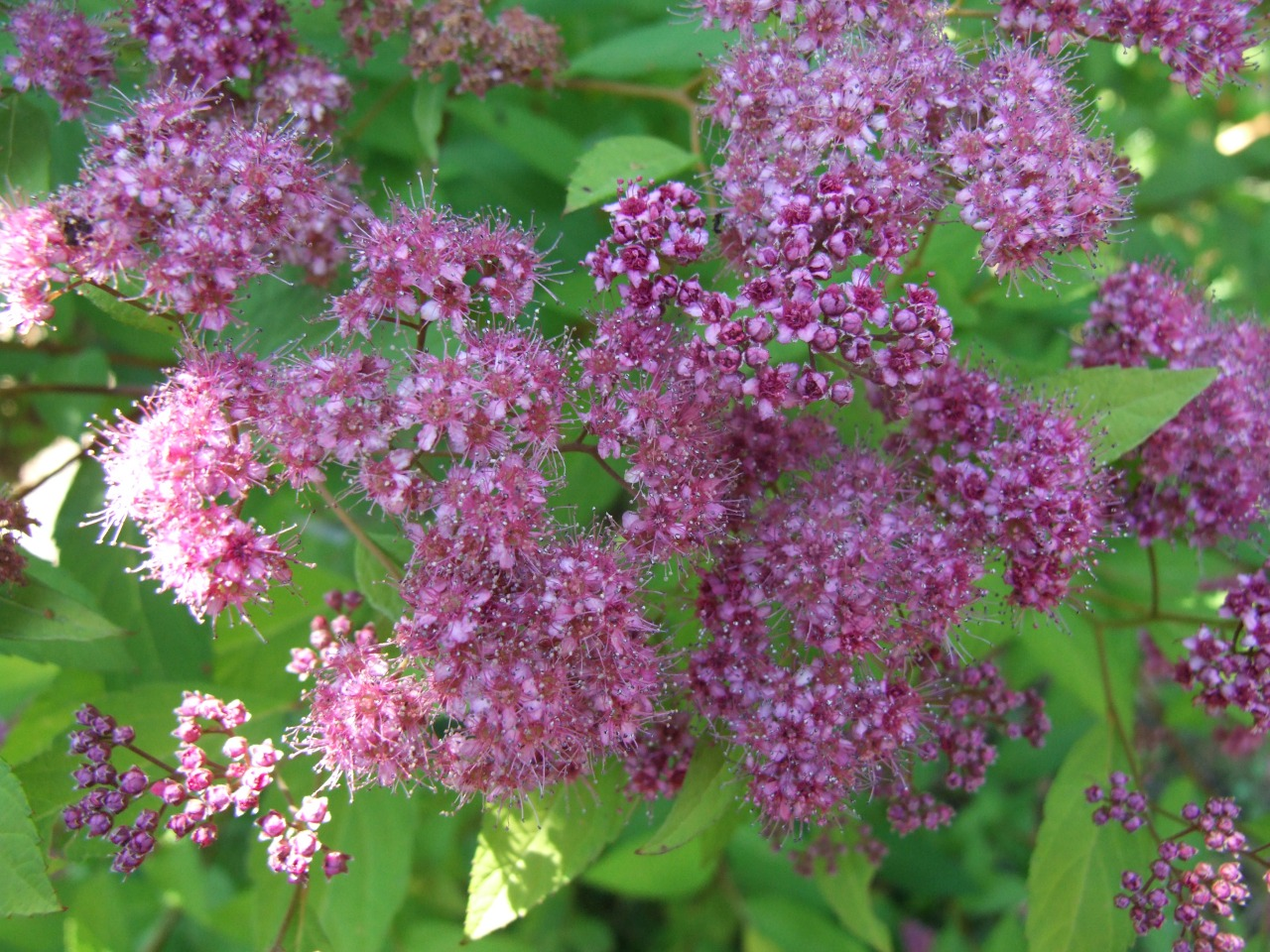
Japán gyöngyvessző

- Pompás gyöngyvessző (S. x bumalda) (S. japonica x S. albifolra)

Gömbölyded, 60–80 cm magas cserje, amely nálunk többnyire félcserjeként viselkedik. Levelei mindkét oldalon kopaszok. Nagy, lapos bogernyőben nyíló virágai június végétől több hullámban nyílnak egész augusztus végéig.
Igényes növény, az átlagosnál kissé nyirkos talajokat kedveli.
'Anthony waterer' fajtája bíboros rózsaszín virágú, leveleinek egy része rózsaszínű, illetve rózsaszínes fehéres tarka (csíkozott a vírusfertőzéstől). Erősen mészérzékeny, igényes fajta.
'Froebellii' – már erőteljesebb növekedésű és edzettebb fajta. levelei szélesebbek, kihajtáskor és ősszel bronzos színűek, virágai sötét lilás-pirosak.
- Japán gyöngyvessző (S. japonica)

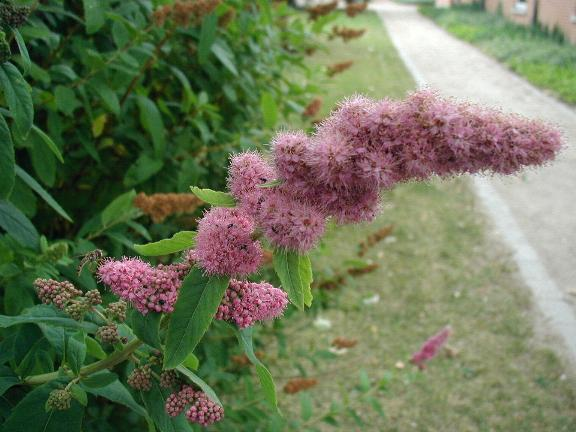
Fűzlevelű gyöngyvessző

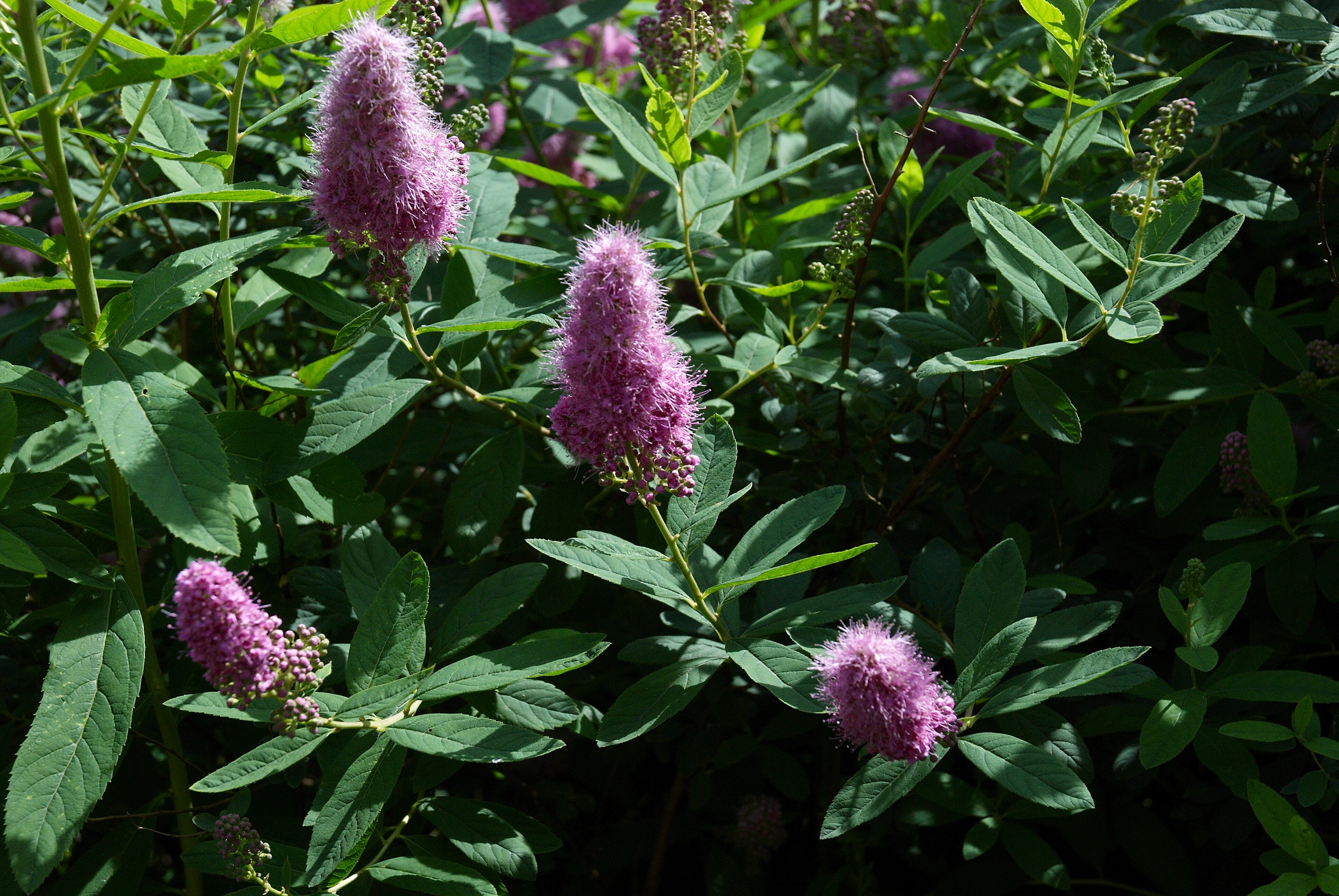
Spiraea × pseudosalicifolia

Az előző fajhoz hasonló, de valamivel magasabbra nő és kisebb virágzatú. Levelei alul, az erek mentén enyhén szőrözöttek. Hazája Japán. Fajtái közül a sötétvörös 'Atrosanguinea', illetve a hasonlóan sötét színű 'Ruberrima', valamint a törpe növekedésű , világos rózsaszínű 'Little Princess' terjedt el. Nyugat-Európai divatnövény a 'Shirobana' fajta, amely virágai részben fehérek, részben rózsaszínűek illetve pirosak.
- Fűzlevelű gyöngyvessző (S. salicifolia)

Felálló ágú, 1,5 m magas, tarackokkal terjedő terebélyes cserje. Rózsaszín virágai június-júliusban nyílnak.
Délkelet-Európától Japánig nagy területeken őshonos, nálunk a Nyugat-Dunántúlon lápos, vizes területeken, savanyú talajon él vadon.
Természetes állományai hazánkban védettek. előfordulása: Belső-Somogy.
Erősen mészérzékeny, meszes talajon csak közvetlenül a víz mellé, mészben szegény talajon is telepíthető.
- S. billiardii (S. douglasii x S. salicifolia)

Az előző fajtól valamivel tartósabb és gazdagabb virágzásával, szürkészölden molyhos levélfonákával és jobb mésztűrésével különbözik.
elsősorban az ország nyugati részein és a Nyírségben telepítik széles körben.
A gyöngyvesszők szaporítása fás dugványozással történik, a gyengébb növekedésű fajokat általában nyár eleji zölddugványozással szaporítják.

## További fajok

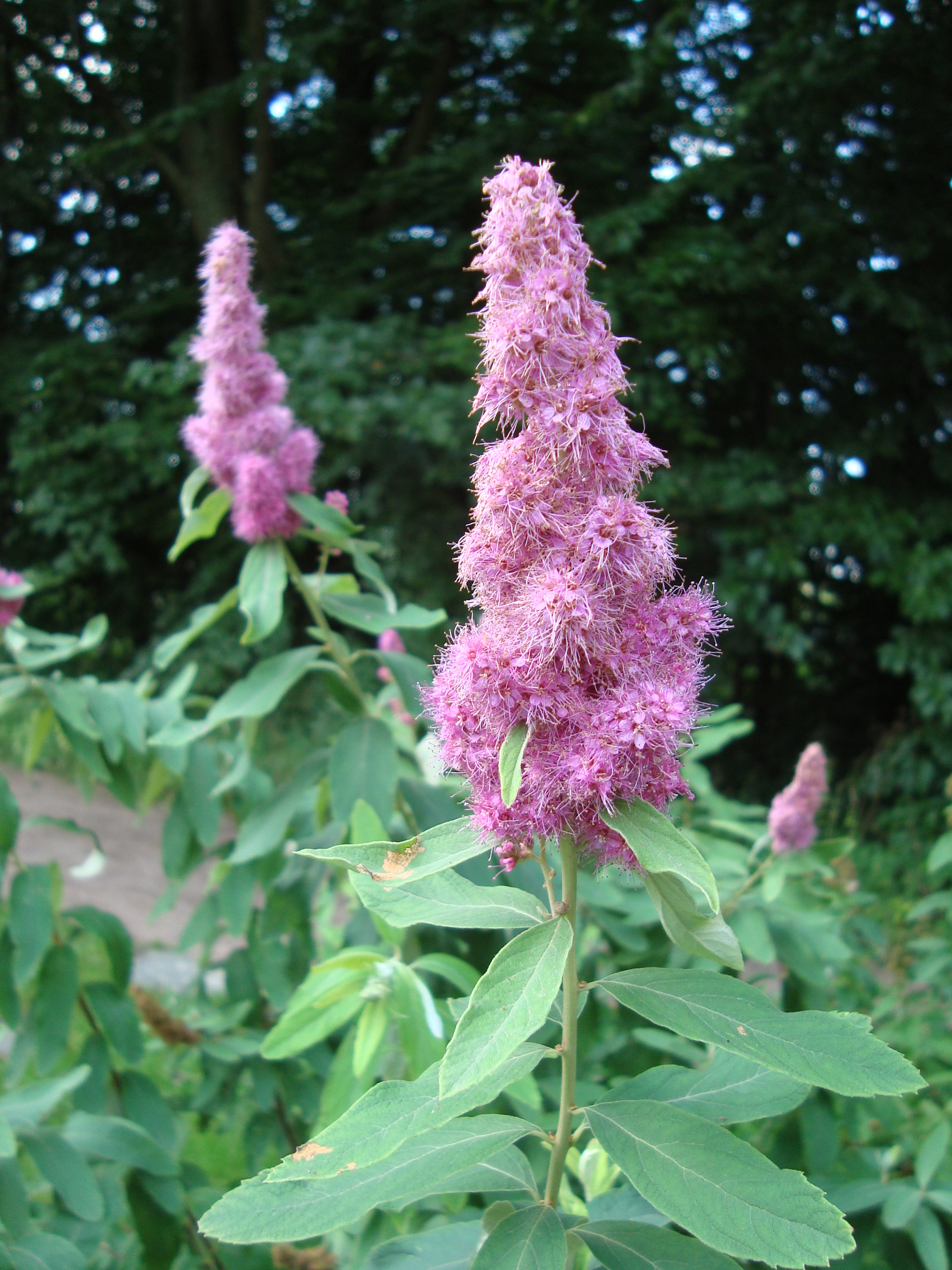
Spiraea densiflora
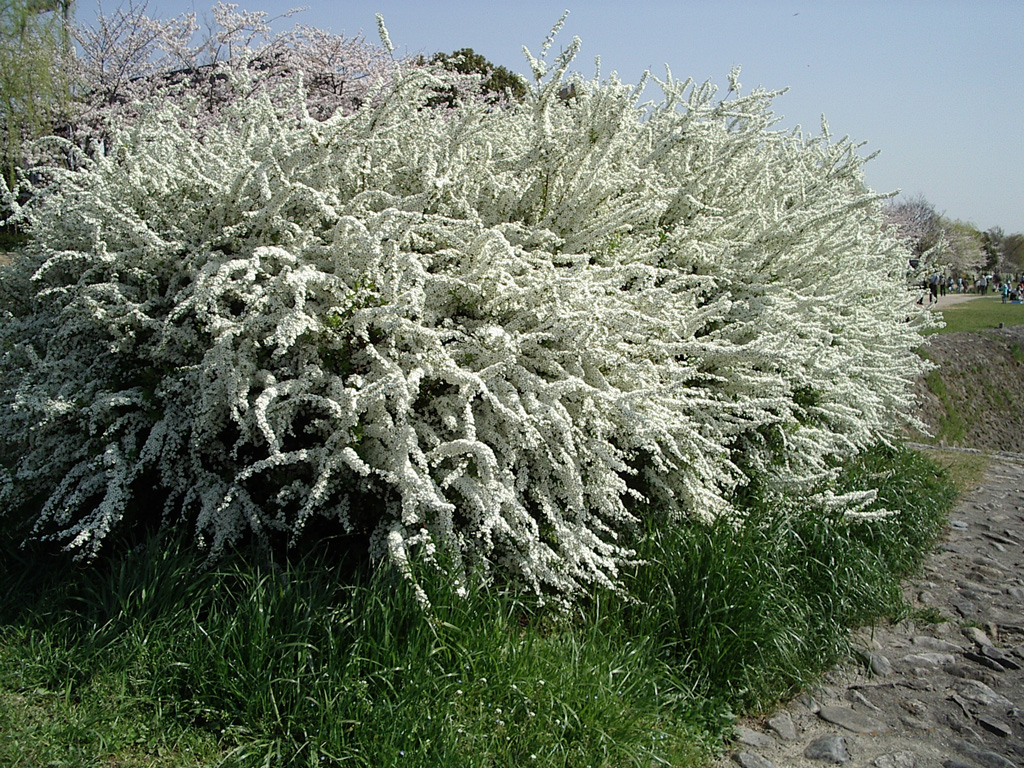
Spiraea douglasii
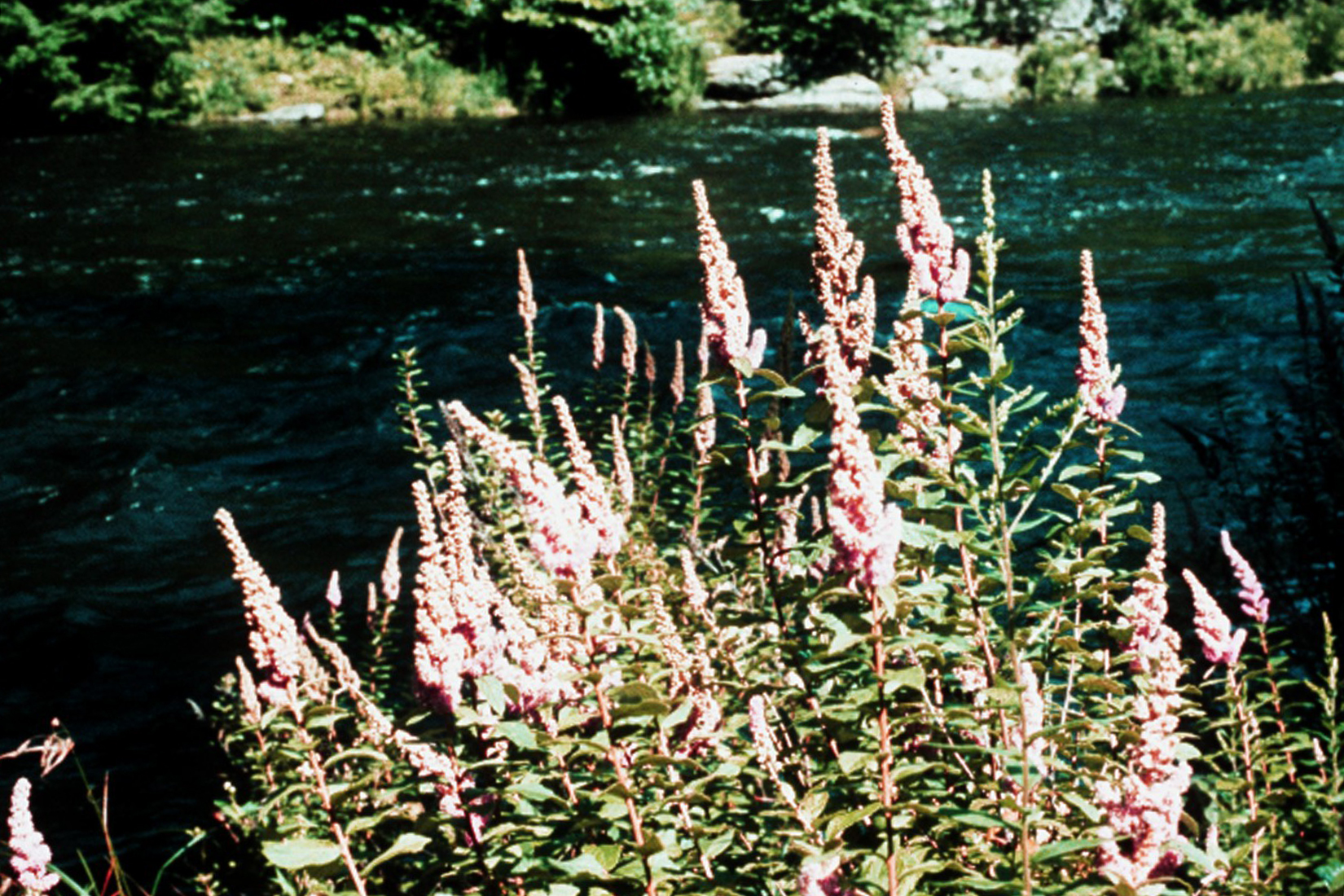
Spiraea fritschiana
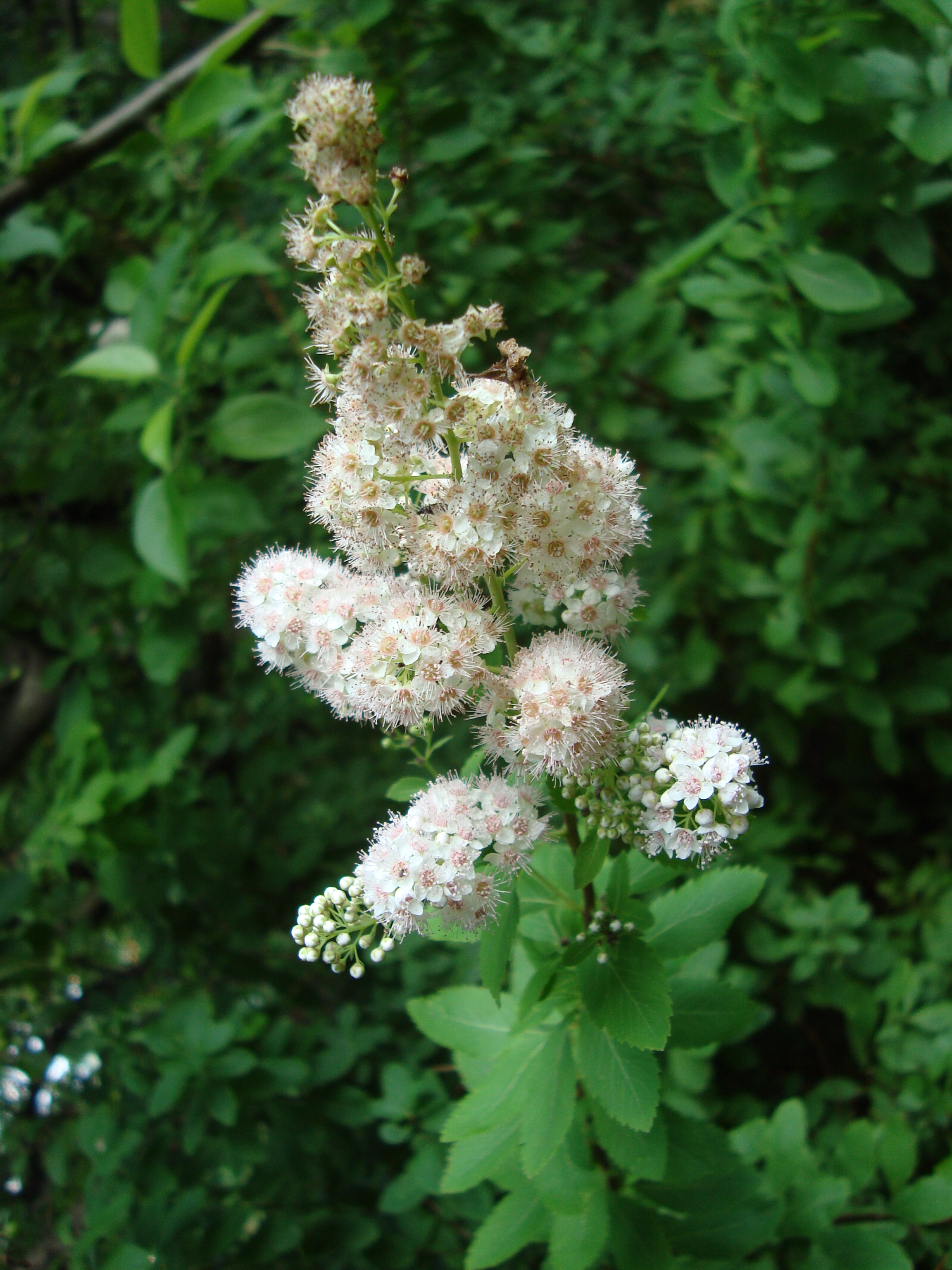
Spiraea hypericifolis
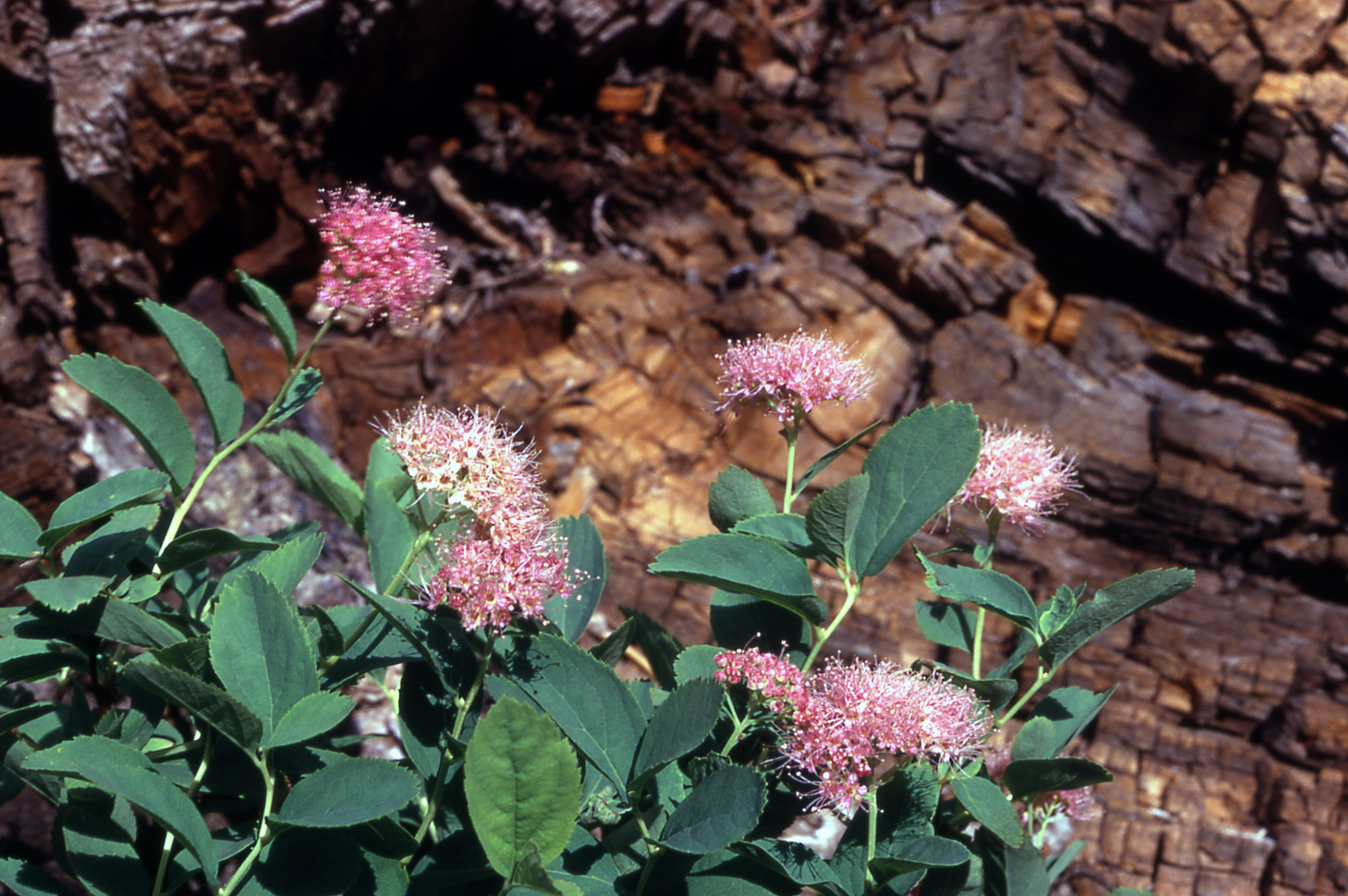
Spiraea latifolia
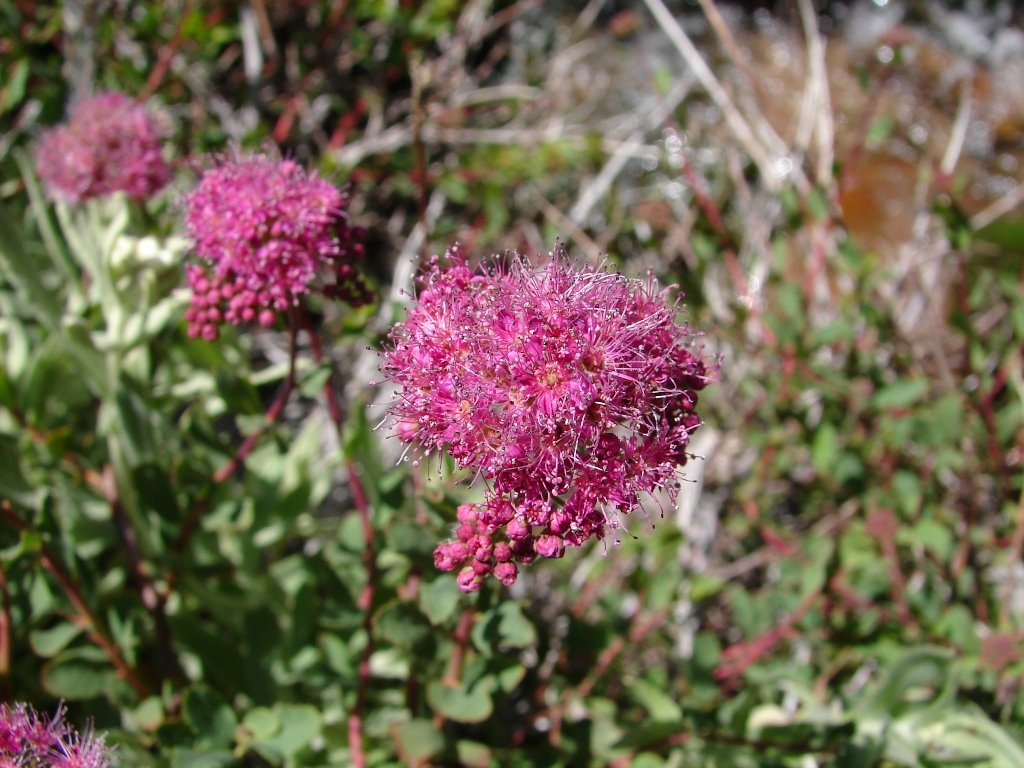
Spiraea menziesii
- Spiraea splendens
- Spiraea stevenii
- Spiraea thunbergii
- Spiraea tomentosa
- Spiraea veitchii
- Spiraea wilsonii
- Spiraea x rubella

- Spiraea douglasii
- Spiraea thunbergii
- Spiraea tomentosa
- Spiraea latifolia
- Spiraea splendens
- Spiraea densiflora